# Shura (альбом)
Shura — дебютный студийный альбом российского певца Шуры, выпущенный в 1997 году на лейбле «Студия Союз». Вся музыка и аранжировки были написаны музыкантом Павлом Есениным, а слова — самим Шурой.

## Об альбоме
Первый же сингл с альбома, песня «Холодная луна», стал большим хитом в России (а прежде и в Германии), получив премию «Золотой граммофон». Хотя первоначально песня не имела успеха. Она была записана ещё в Новосибирске, родном городе для Шуры и Есенина, вместе с ней они безуспешно пытались выступать в различных клубах и дискотеках, и в конце-концов уехали в Москву. Однако и там своего зрителя Шура нашёл не сразу, лишь в клубе «Вавилон» он смог реализовать свою шоу-программу, куда входили уже «Холодная луна» и «Don-Don-Don». Прорывом стало выступление в клубе «Отдых», где певец сорвал шквал аплодисментов. После выпуска сингла последовал и скандальный видеоклип, снятый в одном из заброшенных зданий Москвы при участии трансвеститов, был поставлен стилистом Алишером, который участвовал в создании образа Шуры.
Другими заметными песнями с альбома можно назвать «Don-Don-Don» с абсолютно незамысловатым текстом и «Отшумели летние дожди», на который вышел стильный клип на песню, где Шура предстал в нем в непривычно сдержанном образе. Песня «Don-Don-Don» была записана ещё в 1996 году, в это же время она вошла в сборник «Супер Хит-парад 8» на лейбле RDM, а песни «Are You Ready?» и «I Know» ранее входили в репертуар группы Orbita.
Согласно «Российскому музыкальному ежегоднику», в 1998 году альбом занял шестнадцатое место по продажам на компакт-дисках и одиннадцатое на компакт-кассетах среди отечественных пластинок в России, уступив своему последователю
В декабре 2022 года альбом был переиздан на лейбле ZBS Records, на цветном лимитированном цветном виниле.

## Отзывы критиков
| Оценки критиков | Оценки критиков |
| Источник        | Оценка          |
| --------------- | --------------- |
| Живой звук      | [ 6 ]           |

Илья Кормильцев из газеты «Живой звук» отметил, что «кокетливый мальчик» Шура, «как ни странно, умеет петь и даже претендует на роль чего-то вроде Пенкина от техно», написав, «что материал как у гражданина в красном, так и у господина в серебряном, обладает стилем и элегантностью, хотя грешит отсутствием оригинальности и подлинной энергии». Впрочем, резюмировал он, «всем вокалистам мужеского пола известно, в каких органах генерируется вокальная энергия, и в этом, очевидно, всё дело».
В газете «Комсомольская правда» описали песню «Отшумели летние дожди» и отметили, что в конце 90-х слова знал каждый, песня отличается мелодичностью, а слова быстро запоминаются.

## Список композиций
| №   | Название                | Длительность |
| --- | ----------------------- | ------------ |
| 1.  | «Холодная луна»         | 3:59         |
| 2.  | «Don-Don-Don»           | 4:42         |
| 3.  | «Порушка-Пораня»        | 3:51         |
| 4.  | «Never»                 | 4:31         |
| 5.  | «Are You Ready?»        | 5:26         |
| 6.  | «Зимушка-зима»          | 4:04         |
| 7.  | «Отшумели летние дожди» | 4:14         |
| 8.  | «I Know»                | 4:38         |
| 9.  | «Нам хорошо»            | 4:03         |
| 10. | «Луна-2»                | 3:21         |

## Участники записи
- Шура (Александр Медведев) — вокал, слова
- Павел Есенин — музыка, аранжировка, бэк-вокал, запись, сведение
- Снеголь Тишинскас — администратор
- Надежда Исаева — менеджер проекта
- Игорь Фомин — фотограф
- Алишер — стиль, дизайн
- Наталья Рязанцева (ОМ) — дизайн
- Михаил Ромашов — макияж, волосы

Сведения взяты из аннотации к альбому.

## Видеоклипы
- Холодная луна (режиссёр — Даниил Мишин, оператор — Владимир Брыляков, стилист — Алишер)[8]